# Helinho (basquetebolista)
Hélio Rubens Garcia Filho, mais conhecido por Helinho  (Franca, 12 de maio de 1975), é um ex-jogador de basquete brasileiro (tendo jogado profissionalmente pela última vez em sua cidade natal, no Pedrocão em 29/08/2015) e atual técnico. É filho de Hélio Rubens Garcia importante jogador e técnico brasileiro.
Atualmente é técnico do SESI Franca Basquete.

## Carreira

### Como jogador
Como jogador passou por alguns clubes: Franca BC (1993–2000), Vasco da Gama (2000–2002), Unitri/Uberlândia (2003–2005), Franca BC (2006–2012), Unitri/Uberlândia (2013–2014) e Franca BC (2014-2015).

### Como treinador
Está como treinador do SESI Franca Basquete, desde 2016.

## Títulos

### Como Treinador
- Campeonato Paulista 2018 ( Sesi Franca)
- Liga Sul-Americana 2018 (Sesi Franca)
- Campeonato Paulista 2019 (Sesi Franca)
- Copa Super 8 2019/2020 (Sesi Franca)
- Campeonato Paulista 2020 (Sesi Franca)
- NBB 2021/2022 (Sesi Franca)
- Campeonato Paulista 2022 (Sesi Franca)
- Copa Super 8 2022/2023  (Sesi Franca)
- Basketball Champions League Américas 2022/2023 (Sesi Franca)
- NBB 2022/2023  (Sesi Franca)
- Copa Intercontinental 2023 (Sesi Franca)
- NBB 2023/2024  (Sesi Franca)
- Campeonato Paulista 2024 ( Sesi Franca)
- NBB 2024/2025 (Sesi Franca)

### Como Jogador

#### Pela seleção
- Campeonato Mundial
  - 10º lugar (Grécia - 1998) - 19pts/4 jogos
  - 8º lugar (EUA - 2002) - 18pts/9 jogos

- Copa América – Pré-Mundial
  - Vice-campeão (Argentina – 2001) - 72pts/8 jogos

- Torneio Pré-Olímpico das Américas
  - 6º lugar (Porto Rico – 1999) - 11pts/6 jogos

- Jogos Pan-Americanos
  - Campeão em Winnipeg (Canadá - 1999) - 43pts/4 jogos

- Campeonato Sul-Americano
  - Campeão (Argentina – 1999) - 37pts/5 jogos
  - Vice-campeão (Chile – 2001) - 72pts/7 jogos

- Goodwill Games
  - 5º lugar (EUA – 1998)
  - Medalha de bronze (Austrália – 2001) - 95pts/5 jogos

#### Pelos clubes
- Campeonato Brasileiro
  - Campeão (Franca - 1997, 1998 e 1999, Vasco da Gama – 2001 e 2002 e Uberlândia - 2004)
  - Vice-campeão (Uberlândia - 2005 e 2012/13, Franca - 2010/11)

- Campeonato Mineiro
  - Tricampeão (Uberlândia - 2003, 2004 e 2012)

- Campeonato Paulista
  - Campeão (Franca - 2006)